# Ademar Pantera
Ademar Miranda Júnior, mais conhecido como Ademar Pantera (São Paulo, 31 de outubro de 1941 – São Paulo, 30 de novembro de 2001), foi um futebolista brasileiro que atuava como atacante.

## Carreira
Iniciou a carreira na Prudentina, depois se transferindo para o Palmeiras. Foi apelidado de "Pantera" em virtude de seu porte físico e disposição em defrontar as retaguardas adversárias. Foi artilheiro máximo do Torneio Rio-São Paulo de 1965. Ademar não foi convocado para a Copa do Mundo FIFA de 1966 por ter tido uma fratura infligida por Baldocchi, do Botafogo de Ribeirão Preto. Também não pôde jogar a final do Torneio Roberto Gomes Pedrosa de 1967 por estar com a perna fraturada. Em 1967 se transferiria para seu clube de coração, o Flamengo. Também passaria por Fluminense e Coritiba, onde encerrou a carreira em 1969.

## Morte
Após o fim da carreira, Ademar ainda atuaria pelos veteranos do Verdão e trabalhou em escolinhas de futebol da Prefeitura de São Paulo. Ademar faleceu com certa mágoa dos dirigentes palmeirenses pois eles nunca o ajudaram. Morreu no Hospital Sírio-Libanês, em São Paulo vítima de uma doença muscular degenerativa.

## Títulos
Prudentina
- Campeonato Paulista da Terceira Divisão: 1960
- Campeonato Paulista da Segunda Divisão: 1961

Palmeiras
- Torneio Rio-São Paulo: 1965
- Campeonato Paulista: 1966

Coritiba
- Campeonato Paranaense: 1969

Seleção Brasileira de Acesso
- Campeonato Sul Americano de Acesso: 1962

## Artilharias
- Torneio Rio-São Paulo: 1965 (14 gols)[2]